# KH-7 28
KH-7 28 – amerykański satelita rozpoznawczy; dwudziesty ósmy statek serii KeyHole-7 GAMBIT programu CORONA. Jego zadaniem było wykonywanie wywiadowczych zdjęć Ziemi o rozdzielczości przy gruncie około 46 cm.

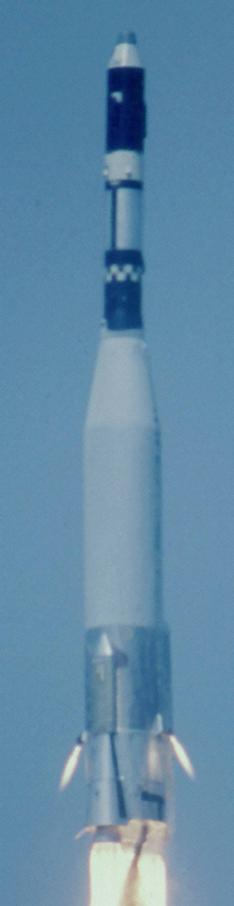
Start rakiety Atlas SLV-3 Agena D z satelitą wywiadowczym KH-7 28.